# Rigoletto (film, 1946)
Pour l’article homonyme, voir Rigoletto.
Rigoletto est un film italien réalisé par Carmine Gallone, sorti en 1946.

## Fiche technique
- Titre : Rigoletto
- Réalisation : Carmine Gallone
- Scénario : d'après l'opéra de Giuseppe Verdi, sur un livret de Francesco Maria Piave, lui-même inspité de la pièce de Victor Hugo Le roi s'amuse
- Producteurs : Giulio Fiaschi et Carmine Gallone
- Musique : Giuseppe Verdi
- Photo : Anchise Brizzi
- Année : 1946

## Distribution
- Tito Gobbi : Rigoletto
- Marcella Govoni : Gilda
- Lina Pagliughi : Gilda (voix)
- Mario Filippeschi : Duc de Mantua
- Anna Maria Canale : Maddalena
- Giulio Neri : Sparafucile